# Rue de Savoie (Lyon)
Pour les articles homonymes, voir Rue de Savoie.
La rue de Savoie est une rue du quartier de Bellecour située sur la presqu'île dans le 2e arrondissement de Lyon, en France.

## Situation et accès
La rue débute quai des Célestins et se termine à l'embranchement des rues Moncharmont et Jean-Fabre. La rue de Pazzi finit dans cette rue.
La rue est en zone 30 avec une circulation dans le sens de la numérotation et à double-sens cyclable avec un stationnement d'un seul côté.

## Origine du nom
La rue doit son nom à la maison de Savoie, car les comtes de Savoie étaient bienfaiteurs du couvent des Célestins.

## Histoire
Lorsque les templiers sont supprimés en 1312 par Clément V et Philippe IV le Bel, une partie des biens de l'ordre du Temple de Lyon est donné à l'ordre de Saint-Jean de Jérusalem à Rhodes et l'autre partie à Amédée V de Savoie en remerciement de l'aide qu'il avait apporté en 1315 aux chevaliers pour délivrer Rhodes assiégé par les Ottomans. 
En 1407, Amédée VIII devenu l'antipape Félix V, cède les terrains du Temple à l'ordre des Célestins pour qu'ils construisent un couvent. Le premier prieur est Jean de Gerson (1363-1429). La commission des réguliers, puis le pape, suppriment l'ordre des Célestins dont les membres sont sécularisés. Les biens reviennent à Victor-Amédée III qui vend l'ensemble. Le nouveau propriétaire fait percer des rues et construire le Théâtre des Célestins. 
Entre 2023 et 2024, la portion est de la rue, comprise entre les rues Jean-Fabre et Pazzi, est dotée d’un revêtement pavé. 